# Martí Crespí
Martí Crespí Pascual (ur. 15 czerwca 1987 roku w Sa Pobla) – hiszpański piłkarz, grający na pozycji obrońcy.

## Kariera klubowa
Wychowanek RCD Mallorca. Rozpoczął karierę piłkarską w drugiej drużynie Mallorci. W sezonie 2007/08 został wypożyczony do Granady 74 CF, w sezonie 2008/09 do Xerez CD, a w sezonie 2009/10 do Elche CF. Potem występował w pierwszej drużynie RCD Mallorca. 11 lipca 2012 roku podpisał 3-letni kontrakt z Czornomorcem Odessa, ale nie rozegrał żadnego meczu w podstawowym składzie klubu, dlatego w styczniu 2013 kontrakt za obopólną zgodą został anulowany.

## Kariera reprezentacyjna
W latach 2006–2007 rozegrał po jednym meczu w reprezentacjach Hiszpanii U-19 i U-20.